# Jacmelina
Jacmelina (forme occitane de son prénom Jacqueline), née à Toulouse le 14 mars 1940 où elle est morte le 9 janvier 1993, est une chanteuse française d’expression occitane du XXe siècle, et une des représentantes du mouvement de la Nòva cançon (« Nouvelle chanson » en occitan).

## Biographie
Professeur d’anglais à Toulouse, elle interprète sur ses propres musiques des textes d’auteurs occitans tels  Bernard Manciet, Maurice Andrieu, Jean-Pierre Baldit, Marceau Esquieu… en s’accompagnant elle-même à la guitare. Elle s’inscrit dans la « nouvelle chanson occitane » qui prône la langue et les racines en même temps que des revendications politiques (Cançon per Puig Antich est dédiée à l’anarchiste Salvador Puig i Antich, dernier exécuté par garrot du régime franquiste). Bien que souvent classée dans la mouvance « folk », ses musiques comme ses textes ne font pas appel à un répertoire traditionnel.
À partir de 1974, ses disques sont produits par Revolum, maison créée à Toulouse par la chanteuse Rosina de Pèira. De 1985 à 1987, elle participe, ainsi que les chanteurs Éric Fraj et Bernat, à la série d’émissions Istòrias d’Aquitania (Histoires d’Aquitaine) écrites par Marceau Esquieu pour FR3 Bordeaux. En dehors de la diffusion télévisuelle, les chansons qu'elle y interprète sont demeurées inédites.
Victime avec son mari, universitaire toulousain, d’un grave accident de la route où il perd la vie, elle doit subir plusieurs transfusions de sang qui se trouve être contaminé. Elle a à peine le temps de reprendre son activité de chanteuse, élargissant son horizon en chantant en anglais ou en français, sans pour autant abandonner l'occitan, quand elle est emportée par la maladie.

## Discographie
- Ai plegadas, 45 T, Disc'Òc, 2 titres : Ai plegadas quate pelhas (paroles Maurice Andrieu), Dins la plana (paroles J.-P. Baldit), 1972
- Cati-Mauca, 45 T, (avec Rosina de Peira et Martina), Revolum
- Te causissi, 33 T, Revolum, 1974
- Ambe lagremas e solelh, 33 T, Revolum, 1977
- Cerièras del tems, 33 T, Revolum, 1979